# 鄺佐治

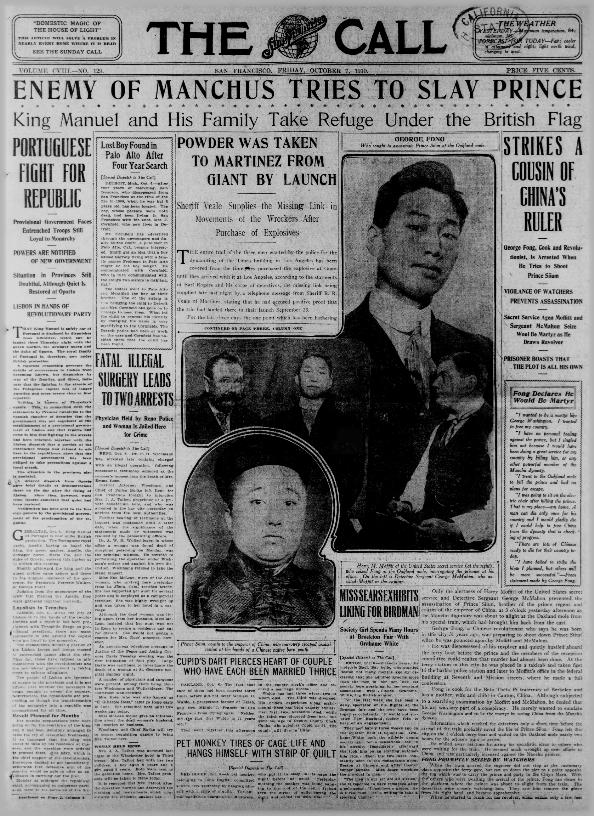
鄺佐治殺載洵失敗被捕

鄺佐治（George Fong, 1879年—1953年）原名鄺林，號佐治，反清革命志士。

## 生平
廣東新寧人（今台山），生於美國舊金山。早年在中國求學，後回美任廚師。1909年參加舊金山少年學社。1910年隨少年學社改組，成為北美同盟會會員。1910年10月6日，與朱卓文企圖槍殺在美國考察的滿清親王載洵事敗，鄺佐治被捕，朱卓文走脫。鄺佐治被判處監禁14年。中華民國成立後，因國務總理唐紹儀向美交涉，鄺佐治獲特赦釋放。
1953年3月15日，鄺佐治病逝美國加州屋崙。